# Cantone di Aigurande
Il Cantone di Aigurande era una divisione amministrativa dell'arrondissement di La Châtre.
A seguito della riforma approvata con decreto del 18 febbraio 2014, che ha avuto attuazione dopo le elezioni dipartimentali del 2015, è stato soppresso.

## Composizione
Comprendeva i comuni di:
- Aigurande
- La Buxerette
- Crevant
- Crozon-sur-Vauvre
- Lourdoueix-Saint-Michel
- Montchevrier
- Orsennes
- Saint-Denis-de-Jouhet
- Saint-Plantaire